# Frans Smulders
Josephus Johannes Franciscus Maria (Frans) Smulders (Den Bosch, 18 januari 1871 - Den Haag, 15 april 1937) was de laatste heer van Vlierden. Hij bezat tussen 1921 en de afschaffing in 1923 het jachtrecht te Vlierden.
Frans Smulders werd geboren in 's-Hertogenbosch en huwde op 12 oktober 1905 te Schwyz met Emilia Emanuela Ana Maria Louise Reichlin (Schwyz (Zwitserland), 22 augustus 1885 - Epalinges, 30 oktober 1972). Uit dit huwelijk werden in Rotterdam 7 kinderen geboren. Op 16 april 1921 verhuisden zij van Rotterdam naar Den Haag. Hun kinderen zwierven later over de wereld uit. Van hem zijn unieke filmbeelden uit de periode 1923-1925 bewaard gebleven.
De katholieke Smulders, van beroep scheepsbouwer, werd later Officier in de Orde van Oranje-Nassau, Ridder in het Legioen van Eer en ridder in de Orde van Leopold II. Hij woonde op het adres Carnegielaan 5 te Den Haag, een villa met de naam Beekhage, en werd begraven op de rooms-katholieke begraafplaats aan de Kerkhoflaan in Den Haag. Zijn vrouw overleefde hem.